# Десмонд, Ричард
Ричард Десмонд (англ. Richard Desmond, полное имя Ричард Клайв Десмонд, англ. Richard Clive Desmond; 8 декабря 1951, Лондон) — британский миллиардер и порнограф. Основатель компании Northern & Shell, занимающейся девелопментом, лотереями и вложениями в стартапы, ранее активно участвовавшей в медиабизнесе.

## Ранние годы
Родился в пригороде Лондона Хампстеде в еврейской семье. Являлся младшим из трёх сыновей, вырос в северо-западном районе Лондона Эджвер. Его отец Кирилл был потомком латышских евреев, а мать Милли — евреев украинских. Его отец одно время был управляющим директором рекламной компании Pearl & Dean, и после пережитой ушной инфекции из-за командировки в Нигерию начал брать с собой 5-летнего Ричарда на деловые переговоры, чтобы тот был «его ушами». Согласно воспоминаниям Десмонда, именно тогда он впервые ощутил вкус деловых отношений. После проигрыша отцом значительной суммы семейных накоплений, пара развелась, и 11-летний Десмонд остался с Милли.
Десмонд получил образование в Эджвер Джуниор Скул и колледже Христа в Финчли.

## Предпринимательская карьера
В 15 лет Десмон бросил школу и начал работать в отделе рекламных объявлений Thomson Group, после работы был ударником в музыкальной группе. Перейдя в другую компанию он стал менеджером по продаже рекламы для издательства Beat Publications, выпускавшего музыкальны журнал Beat Instrumental. К 21 годам молодой человек владел двумя магазинами по продаже пластинок. В середине 1970-х используя свои связи в мире музыки и получив $60 000 от инвестора, он запустил ежемесячный музыкальный журнал International Musician and Recording World, в котором музыканты делали обзоры на инструменты и оборудования для самих музыкантов. Впоследствии Десмонд использовал такую же схему для запуска 30 специализированных изданий, посвященных, например, велосипедам, видео и маркам.

### Порнография
В 1982 году Northern & Shell начала издавать британскую версию журнала Penthouse, хотя окончательно вопрос о лицензии был урегулирован в 1990-х годах. В дальнейшем компания начала издавать порнографические журналы разнообразного формата, включая Asian Babes, Readers Wives и Barely Legal. До 1988 году Десмонду принадлежала компания, занимавшаяся премиальным телефонным сексом.
С целью улучшить свой имидж Десмонд в 2001 году выставил порнографические журналы на продажу, а также нанял спин-доктора. В феврале 2004 года за 10 миллионов фунтов стерлингов он продал порнографический бизнес Remnant Media, что ряд СМИ посчитали попыткой улучшить репутацию на фоне возможной покупки газеты Daily Telegraph.
В 1995 году Northern & Shell запустил The Fantasy Channel (позже переименованный в Television X), ставший первым порнографическим спутниковым телеканалом в Великобритании. В 2003 году было уже шесть телеканалов, данный сектор генерировал 17 из 60 миллионов фунтов стерлингов чистой прибыли Northern & Shell. Также был запущен интернет сайт fantasy121.com.
Предпринимателя нередко называли «Ричард 'Грязный' Десмонд» или «Грязный Дес», так как его компания Northern & Shell ранее владела рядом порнофграфических журналом и телеканалов. Самого Десмонда подобные сравнения огорчали. Northern & Shell’s окончательно вышла из данной сферы в апреле 2016 года, когда транслировавший телеканалы Television X и группу телеканалов Red Hot Portland Television был выкуплена за 1 миллион фунтов стерлингов собственными менеджерами.

### Пресса
В 1993 году Northern & Shell начала издавать посвящённый знаменитостям ежемесячный журнал OK!, вложив в проект 50 миллионов долларов.
В ноябре 2000 года Northern & Shell приобрёл Express Newspapers у United News & Media за 125 миллионов фунтов стерлингов, благодаря чему могло включить в своё портфолио газеты Daily и Sunday Express, Daily Star, Daily Star Sunday и Irish Daily Star (являвшуюся совместным предприятием с ирландской Independent News & Media). Тираж каждого выпуска Daily и Sunday Express в то время составлял 700 тысяч экземпляров. К 2009 году за счёт агрессивной ценовой политики тираж Daily Star вырос до 850 тысяч. После покупки Express Newspapers Ричард Десмонд вступил в противостояние с Джонатаном Хармсвортом, 4-м виконтом Ротермиром, чья газета Daily Mail являлась конкурентом для Daily Express. Также Десмонд приобрёл у Axel Springer газету The Daily Telegraph.
К декабрю 2010 года в издательском подразделении работало 2 000 человек
В феврале 2018 года Northern & Shell за 200 миллионов фунтов стерлингов продала Trinity Mirror ряд изданий, включая газеты (Daily Express, Sunday Express, Daily Star, Daily Star Sunday) и журналы (OK!, New!, и Star).

### Другие активы
В июле 2010 года Десмонд за 103,5 миллиона фунтов стерлингов приобрёл у RTL британский телеканал Channel 5, являвшийся убыточным активом (41 миллион евро/37 миллионов фунтов стерлингов убытков за предыдущий год). Новая команда с целью сокращения «20 миллионов фунтов стерлингов годовых расходов» начала оптимизацию (удаление 7 из 9 директоров, сокращение 80 из 300 сотрудников, увеличение производственного бюджета). За первый год при новом владельце выручка впервые за историю канала выросла на 28 % за счёт трансляций реалити-шоу Big Brother и возобновления масштабных покупок через контракт с Aegis. В мае 2014 года телеканал был продан Viacom за 463 миллиона фунтов стерлингов.
В 2011 году была запущена национальная лотерея Health Lottery

## Состояние
В 2010 году газета The Sunday Times поставила предпринимателя на 57-е место в своём списке богачей, оценив его состояние в 950[уточнить] фунтов стерлингов. В 2014 году в этом же рейтинге он занял 78-е место с 1,2 миллиардами[уточнить].
В 2016 году журнал Forbes оценивал состояние Десмонда в 1,49 миллиарда долларов, в то время как Sunday Times настаивала на показателе в 2,25 миллиарда фунтов стерлингов.
Согласно рейтингу Sunday Times, состояние Десмонда составляло: в 2019 году — 2,6 миллиарда фунтов стерлингов, в 2020 году — 2 млрд фунтов, в 2021 году — 1,5 млрд фунтов (107-место в рейтинге).

## Благотворительность и политический активизм
В 2003 году предприниматель вместе с музыкантом Роджером Долтри сформировал рок-группу RD Crusaders, чтобы с её помощью организовывать сбор средств для благотворительности. В 2006 году Десмонд стал президентом британского еврейского благотворительного общества Norwood. Пожертвовал 2,5 миллиона фунтов стерлингов из необходимых 15 миллионов фунтов стерлингов для детского лечебного заведения Moorfields Eye Hospital.
В декабре 2014 года в рамках предстоящих выборов в Великобритании предприниматель сообщил о решении пожертвовать 300 тысяч фунтов стерлингов UKIP, в апреле следующего года он передал данной политической силе дополнительный 1 миллион фунтов стерлингов. В 2017 году делал пожертоввания в адрес консервативной партии, донором которой ранее выступила его компания

## Конфликт с Википедией
Неоднократно с помощью созданного в Википедии аккаунта редактировал статью о самом себе, заменяя использовавшийся там термин "порнограф" на "филантроп", но редакторы возвращали исходный результат. В ноябре 2021 года нанял юристов с целью удалить любое упоминание слова "порнограф" из статьи о нём.

## Личная жизнь
С 1983 по 2010 год был женат на Дженет Робертсон, в браке родился сын Роберт.
В октябре 2010 года пара развелась, в 2012 году Десмонд женился на бывшем менеджере British Airways Джой Кэнфилд. Джой была беременна ребёнком предпринимателя ещё во время его бракоразводного процесса. У пары есть дочь Энджел Милли (род. 2011) и сын Валентин (род. 2015).